# Skrivnosti obzorja
Skrivnosti obzorja (nizozemsko: De raadsels van de horizon) je slika belgijskega surrealističnega slikarja Renéja Magritta iz leta 1955.
Slika prikazuje tri na pogled enake može v cilindrih. Magritte jih je postavil v naravno ozadje v času polteme. Čeprav se zdi, da si delijo isti prostor, pa se vsak izmed njih zdi, da obstaja v samosvoji resničnosti. Vsak moški je obrnjen v drugo smer. Nad vsakim možem je na nebu luna, ki je vsakič s krajci obrnjena v isto smer (levo). 
Motiv mož v cilindrih je v Magrittovih delih nastopal dokaj pogosto. Prvi primer Magrittove slike, na kateri je upodobil ta motiv, je Tuhtanja samotnega pešca iz leta 1926. Tam so predstavljeni, kot da imajo nedoločene ali identične osebnosti.